# Desta Damtew
Desta Damtew (c. 1892 - Shewa, 23 de febrero de 1937) fue un noble etíope, que se desempeñó como Comandante del Ejército del Imperio Etíope. Estuvo casado con la princesa Tenagnework, hija del emperador Haile Selassie. 

## Biografía
Nacido en el pueblo de Maskan (actual zona de Gurage), Desta Damtew fue el segundo hijo de Fitawrari Damtew Ketena. En 1896, su padre fue asesinado en la Batalla de Adwa. De niños, Desta Damtew y su hermano Abebe Damtew sirvieron en el Palacio Imperial durante el reino del Emperador Menelik II y la Emperatriz Taitu Bitul. Tras la muerte de Menelik II, Desta Damtew sirvió en la residencia de la emperatriz viuda Taitu en el Palacio del Monte Entoto.
En 1916, Desta Damtew apoyó Tafari Makonnen contra Iyasu. Tafari Makonnen se convirtió en el emperador Haile Selassie I. Iyasu, quien fue depuesto, escapó. 
En 1924, Desta Damtew contrajo matrimonio con la princesa Tenagnework, hija del emperador Haile Selassie. Como fruto de la unión nacieron cuatro hijas y dos hijos.
En 1932 fue elevado al título de Ras. En ese mismo año fue nombrado Shum de la provincia de Sidamo y de la provincia de Borena.
En 1936, después del final de la estación lluviosa, el general italiano Carlo Geloso, que había sido nombrado gobernador de la provincia italiana de Galla-Sidamo, avanzó desde el norte para desalojar al Ras Desta y Dejazmach Gabremariam. Sin embargo, a fines de octubre, Geloso no había avanzado mucho ni con eficacia. No fue sino hasta un mes después, cuando una segunda columna italiana avanzó desde el sur a través del bosque de Wadara, que Ras Desta finalmente abandonó Irgalem, que estaba ocupada el 1 de diciembre. Con Gabremariam, Beyene Merid (provincia de Shum of Bale) y un número cada vez menor de soldados, durante los siguientes meses Ras Desta eludió a los italianos hasta que quedaron atrapados cerca del lago Shala en la batalla de Gogetti y fueron aniquilados. Herido, Ras Desta logró escapar, solo para ser atrapado y ejecutado cerca de su lugar de nacimiento.
En 1941, tras la liberación de Etiopía, sus restos fueron desenterrados y trasladado a la cripta de la familia imperial en la Catedral de la Santísima Trinidad. 

## Honores

### Honores nacionales
- Caballero Gran Cruz de la Orden de la Santísima Trinidad.
- Caballero Gran Cruz de la Orden de Menelik II * Caballero Gran Cruz de la Orden Imperial de la Estrella de Etiopía.
- Medalla de coronación imperial (1930).

### Honores extranjeros
- Gran Oficial de la Orden de la Legión de Honor (Tercera República Francesa, 2 de enero de 1932).[4]
- Caballero Comandante de la Orden del Imperio Británico (Reino Unido, 13 de enero de 1932).[4]